# Impacto (mecánica)

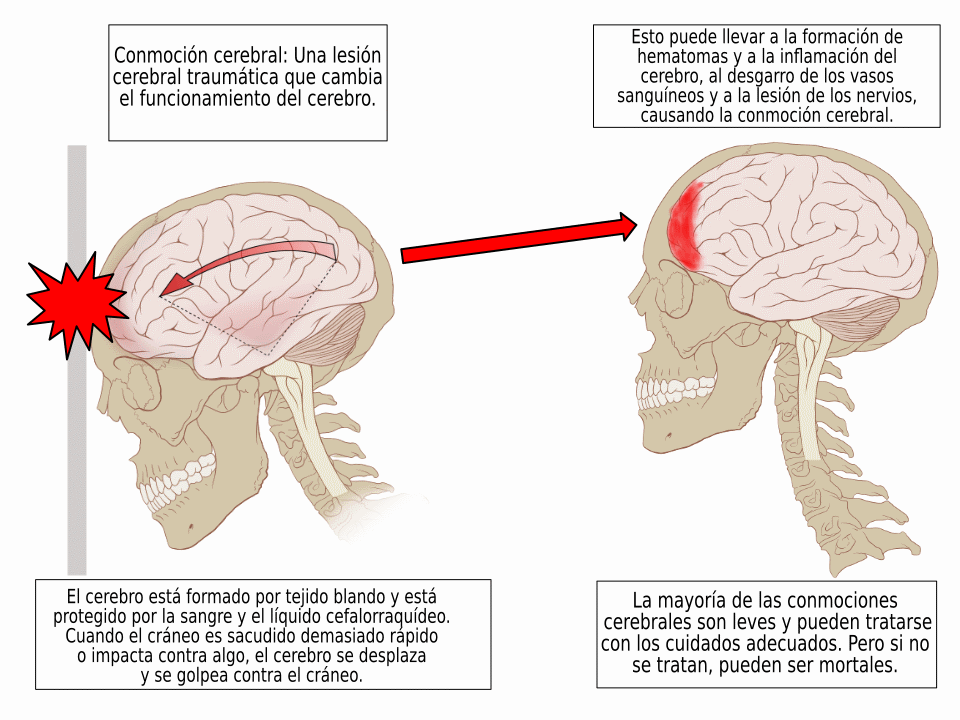
Un impacto en la cabeza puede producir una conmoción. Los cascos deportivos ayudan a prevenir daños al cerebro.

En mecánica, un impacto es una gran fuerza o choque aplicado durante un período de tiempo corto cuando dos o más cuerpos chocan. Tal fuerza o aceleración generalmente tiene un efecto mayor que una fuerza menor aplicada durante un período más largo. El efecto depende fundamentalmente de la velocidad relativa de los cuerpos entre sí.
A velocidades normales, durante una colisión perfectamente inelástica, un objeto golpeado por un proyectil se deformará y esta deformación absorberá la mayor parte o la totalidad de la energía de la colisión. Visto desde una perspectiva de conservación de la energía, la energía cinética del proyectil se transforma en calor y energía sonora, como resultado de las deformaciones y vibraciones inducidas en el objeto golpeado. Sin embargo, estas deformaciones y vibraciones no pueden ocurrir instantáneamente. Una colisión de alta velocidad (un impacto) no proporciona suficiente tiempo para que ocurran estas deformaciones y vibraciones. Por lo tanto, el material golpeado se comporta como si fuera más frágil de lo que sería de otro modo, y la mayor parte de la fuerza aplicada se destina a fracturar el material. Otra forma de verlo es que los materiales en realidad son más frágiles en escalas de tiempo cortas que en escalas de tiempo largas: esto está relacionado con la superposición de tiempo-temperatura. La resistencia al impacto disminuye con un aumento en el módulo de elasticidad, lo que significa que los materiales más rígidos tendrán menos resistencia al impacto. Los materiales resilientes tendrán una mejor resistencia al impacto.
Los diferentes materiales pueden comportarse de formas muy diferentes en el impacto en comparación con las condiciones de carga estática. Los materiales dúctiles como el acero tienden a volverse más frágiles a altas tasas de carga, y puede ocurrir desconchado en el reverso del impacto si no se produce la penetración. La forma en que se distribuye la energía cinética a través de la sección también es importante para determinar su respuesta. Los proyectiles aplican un esfuerzo de contacto hertziano en el punto de impacto a un cuerpo sólido, con esfuerzos de compresión debajo del punto, pero con cargas de flexión a una corta distancia. Dado que la mayoría de los materiales son más débiles en tensión que en compresión, esta es la zona donde las grietas tienden a formarse y crecer.

## Usos

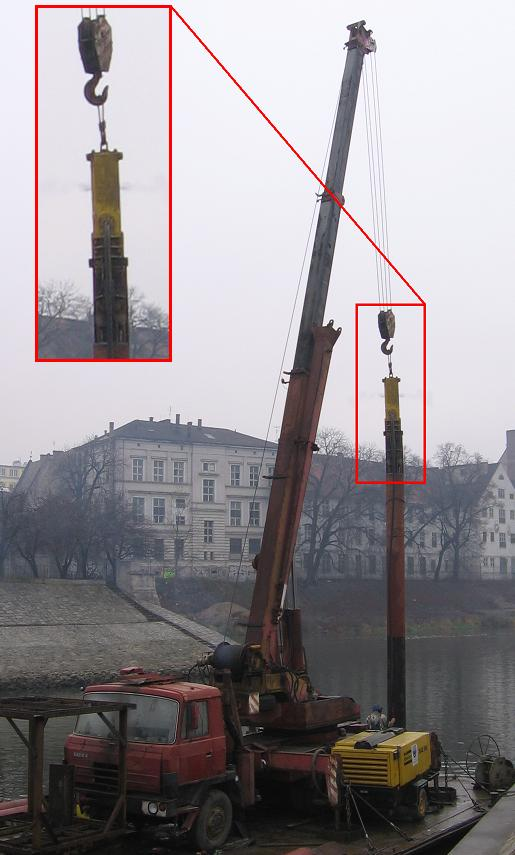
Grúa con un martinete para hincar pilotes.

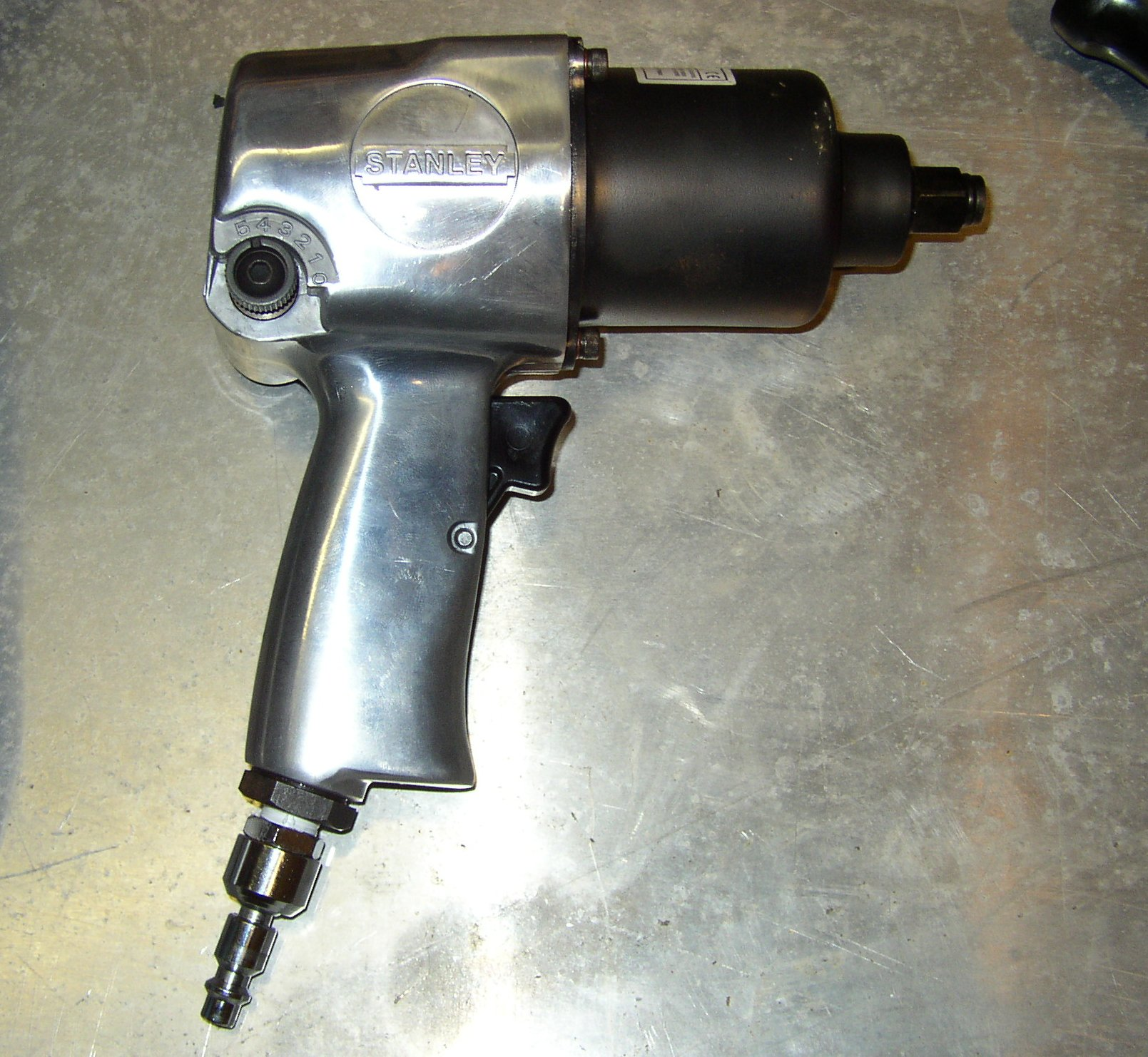
Llave de impacto neumática de 1/2 pulgada (12,3 mm).

Se golpea un clavo con una serie de impactos, cada uno con un solo golpe de martillo. Estos impactos de alta velocidad superan la fricción estática entre el clavo y el sustrato. Un martinete logra el mismo fin, aunque a una escala mucho mayor, el método se usa comúnmente durante los proyectos de construcción civil para hacer cimientos de edificios y puentes. Una llave de impacto es un dispositivo diseñado para impartir impactos de torsión a los pernos para apretarlos o aflojarlos. A velocidades normales, las fuerzas aplicadas al perno se dispersarían, a través de la fricción, a las roscas de acoplamiento. Sin embargo, a velocidades de impacto, las fuerzas actúan sobre el perno para moverlo antes de que pueda dispersarse. En balística, las balas utilizan fuerzas de impacto para perforar superficies que de otro modo podrían resistir fuerzas sustanciales. Una hoja de caucho, por ejemplo, se comporta más como vidrio a velocidades de bala típicas. Es decir, se fractura y no se estira ni vibra.
El campo de aplicaciones de la teoría del impacto abarca desde la optimización del procesamiento de materiales, pruebas de impacto, dinámica de medios granulares hasta aplicaciones médicas relacionadas con la biomecánica del cuerpo humano, especialmente las articulaciones de la cadera y la rodilla.

## Impactos que causan daño

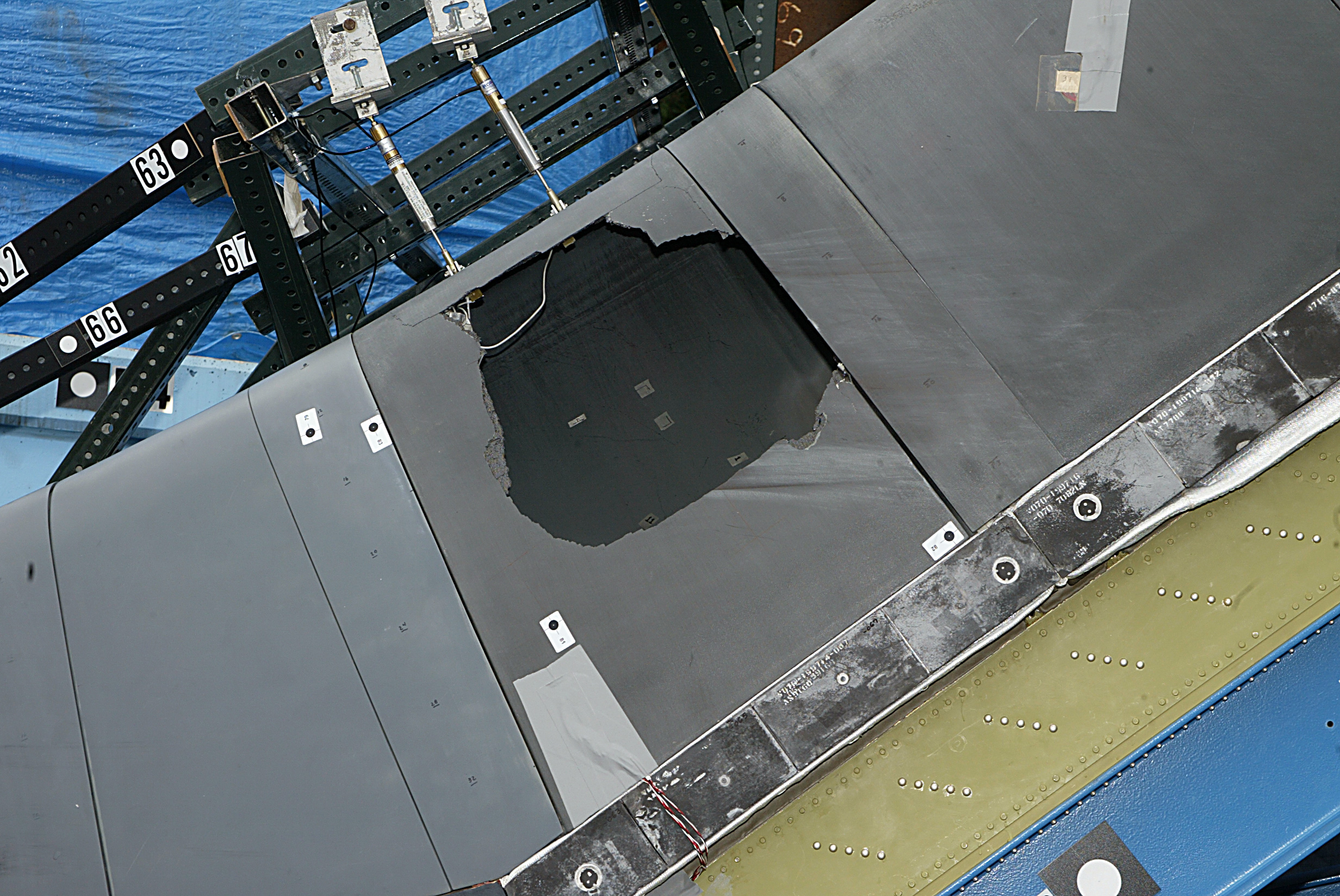
Mock-up del borde de ataque del ala del transbordador espacial fabricado con un panel de C/C tomado del Atlantis que muestra el daño producido por el impacto en una prueba

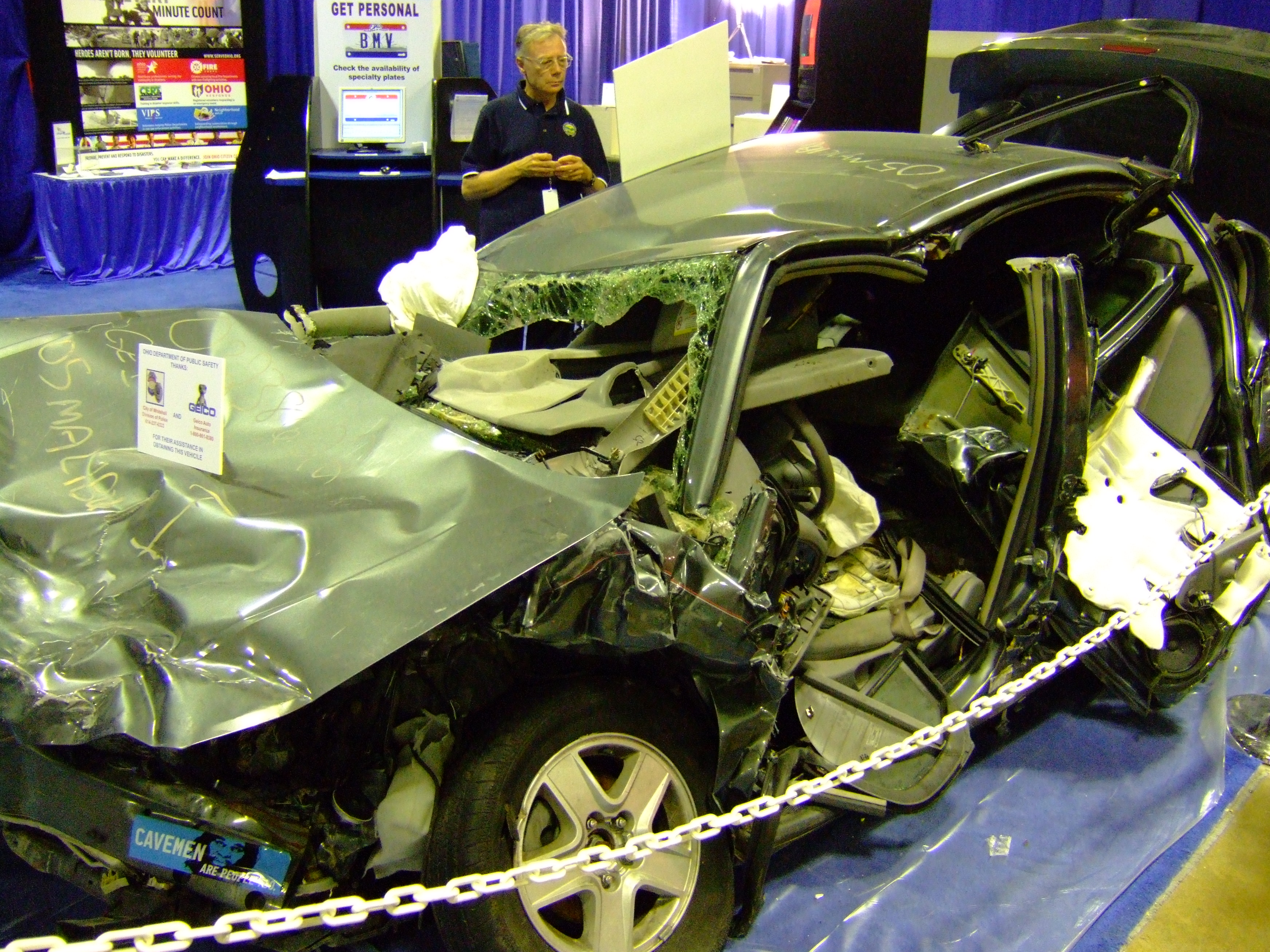
Chevrolet Malibu que tuvo un choque con vuelco.

Los accidentes de tráfico generalmente implican cargas de impacto, como cuando un automóvil golpea un bolardo de tráfico, una boca de riego o un árbol, y el daño se localiza en la zona de impacto. Cuando los vehículos chocan, el daño aumenta con la velocidad relativa de los vehículos, el daño aumenta como el cuadrado de la velocidad ya que es la energía cinética del impacto (1/2 mv²) la variable de importancia. Se hace un gran esfuerzo de diseño para mejorar la resistencia al impacto de los automóviles a fin de minimizar las lesiones del usuario. Se puede lograr de varias maneras: encerrando al conductor y a los pasajeros en una celda de seguridad, por ejemplo. La celda está reforzada para que sobreviva en choques de alta velocidad y así proteger a los usuarios. Las partes de la carrocería fuera de la celda están diseñadas para deformarse progresivamente, absorbiendo la mayor parte de la energía cinética que debe ser disipada por el impacto.
Se utilizan varias pruebas de impacto para evaluar los efectos de cargas elevadas, tanto en los productos como en las losas de material estándar. La prueba de Charpy y el ensayo de Izod son dos ejemplos de métodos estandarizados que se utilizan ampliamente para probar materiales. Las pruebas de caída de bolas o proyectiles se utilizan para evaluar los impactos del producto.
El accidente del transbordador Columbia fue causado por daños por impacto cuando un trozo de espuma de poliuretano impactó el ala compuesta de fibra de carbono del transbordador espacial. Aunque se habían realizado pruebas antes del desastre, los trozos de prueba eran mucho más pequeños que el trozo que se desprendió del cohete propulsor y golpeó el ala expuesta.
Cuando se envían artículos frágiles, los impactos y las caídas pueden dañar el producto. El embalaje protector y el acolchado ayudan a reducir la aceleración máxima al extender la duración o la intensidad del impacto.